# Stephan III. (Auxonne)
Stephan III. (* um 1172, † 16. März 1241 in Marnay) war ein Graf von Auxonne und Chalon-sur-Saône (iure uxoris) aus dem Haus Burgund-Ivrea. Er war ein Sohn des Grafen Stephan II. von Auxonne († 1173) und der Judith von Lothringen, einer Tochter des Herzogs Matthäus I. von Lothringen.

## Leben
Stephan führte eine Fehde gegen den staufischen Pfalzgrafen Otto I. von Burgund. Stephan selbst hatte die Pfalzgrafschaft Burgund beansprucht, nachdem die dortige Linie des Hauses Burgund-Ivrea ausgestorben war. Dazu verbündete er sich mit seinem französischen Nachbarn, Herzog Odo III. von Burgund, unter dessen Lehnshoheit er sich 1197 stellte.
Nach dem Tod Pfalzgraf Ottos versuchte Stephan die Pfalzgrafschaft über ein Ehebündnis an sein Haus zu bringen, durch eine Heirat seines Sohnes mit Ottos Erbtochter Beatrix. Verhandlungen mit dem Onkel der Erbin, König Philipp von Schwaben, schlugen allerdings bei einem Treffen 1207 in Straßburg fehl. Stattdessen wurde sie ein Jahr später in Bamberg mit Otto I. von Andechs-Meranien (Pfalzgraf Otto II.) verheiratet. Auf dieser Hochzeit fiel König Philipp einem Attentat zum Opfer, wodurch der neue Pfalzgraf seine wichtigste Stütze verlor. Stephan nutzte dies und eröffnete einen Krieg gegen seinen Rivalen, dessen Land er verwüstete. Nach der Vermittlung des Herzogs von Burgund konnte Stephan aus einem Friedensabkommen vom 18. Oktober 1211 Vorteile ziehen. Otto von Andechs verzichtete auf Schadensersatz und erklärte sich bereit, die Pfalzgrafschaft nicht ohne Stephans Einwilligung zu verpfänden, verkaufen oder zu vererben.
Als sich nach 1213 der Staufer Friedrich II. im Reich durchzusetzen begann, wendete sich die Lage für Stephan. Otto von Andechs kehrte nach Burgund zurück und eröffnete den Krieg von neuem, was erneute langjährige Verwüstungen zur Folge hatte. Im Jahr 1226 nahm Stephan am Albigenserkreuzzug des Königs Ludwig VIII. von Frankreich teil und kämpfte bei der Belagerung von Avignon. Der Krieg gegen Otto von Andechs aber neigte sich zu seinen Ungunsten, nachdem sein Feind bereits im Januar 1226 ein Bündnis mit Graf Theobald IV. von Champagne geschlossen hatte, das Stephan zur Aufgabe zwang. In dem 1227 zu Bèze ausgehandelten Frieden musste Stephan nicht nur seine Ansprüche auf die Pfalzgrafschaft fallen lassen, sondern wurde auch zur Anerkennung Ottos als seinen Lehnsherrn genötigt.
Stephan zog sich 1237 nach Marnay zurück, dem Witum seiner Tochter Beatrix, und überließ Auxonne wie auch Châlon-sur-Saône seinem Sohn. Der tauschte das Erbe sofort bei Herzog Hugo IV. von Burgund für die Herrschaft Salins ein, Stephan und seine zweite Frau gaben dafür ihr Einverständnis.
Stephan war in erster Ehe verheiratet mit Beatrix de Thiern († 1227), der Erbtochter des Grafen Wilhelm II. von Chalon aus dem Haus Thiern. Die Ehe wurde um 1200 geschieden, ihre Kinder waren:
- Agnes († 1223), Äbtissin von Baume-les-Dames; ⚭ mit Richard III. de Montfaucon, Graf von Montbéliard
- Clementia (* um 1190; † nach 1235), 1212 ⚭ mit Herzog Berthold V. von Zähringen
- Johann der Weise (* 1190; † 30. August 1267), Nachkommen Haus Chalon
- Beatrix († 20. März 1261), 1. ⚭ 1210 mit Aimon II. de Faucigny; 2. ⚭ 1224 mit Simon de Joinville

Seine zweite Frau war Agnes von Dreux († 1258), eine Tochter des Grafen Robert II. von Dreux.